# 폭소 대질주
폭소 대질주(The Gumball Rally)는 1976년 개봉하고 찰스 베일이 감독한 대륙 횡단 로드레이스를 소재로 한 영화이다. 이 영화는 브록 예이츠가 개최한 'Cannonball Baker Sea-To-Shining-Sea Memorial Trophy Das' 자동차 경주, 'Gumball 3000' 국제 경주에 영감을 받았다.